# Hypoderma corni
Hypoderma corni är en svampart som först beskrevs av Kunze & J.C. Schmidt ex Fr., och fick sitt nu gällande namn av De Not. 1847. Hypoderma corni ingår i släktet Hypoderma och familjen Rhytismataceae.   Inga underarter finns listade i Catalogue of Life.